# Snowing
Snowing es una banda emo formada en el verano del 2008, en Pennsylvania con los exmiembros de "Street Smart Cyclist" y "Boyfriends". Después de tres años escribiendo canciones, haciendo giras y shows, la banda decide tomarse un descanso indefinido.

## Motivo
La banda al separarse, publicó lo siguiente en su Facebook:
"Voy a ser breve en esto, y espero que se escuche libre de presuntuosa auto-importancia. Snowing ha llegado a su fin en la edad madura de tres años y medio (eso es más de 90 en años emo!). Las palabras realmente se me escapan en este momento, así que voy a decir esto: Hemos pasado un increíble tiempo escribiendo canciones, conduciendo en todo el país tocando shows, bebiendo grandes cantidades de alcohol, y creciendo canas para el futuro leyendo mensajes de nosotros en los foros. Gracias por todo."

## Discografía

### Álbumes
- "I Could Do Whatever I Wanted If I Wanted" (Count Your Lucky Stars, 2010)

### Splits / EP
- "Tour Tape" (Lanzamiento Independiente, 2008)
- "Fuck Your Emotional Bullshit" (Square Of Opposition Records, 2009)
- "1994! / Snowing / Boys and Sex/ Algernon Cadwallader - Summer Singles - 4 Way Split" 7" (Slow Growth Records, 2011)
- "Pump Fake / Scherbatsky" 7" (Square Of Opposition Records, 2012)

## Miembros
- John Galm (vocalista/bajista)
- Willow Brazuk (guitarrista principal)
- Nate Dionne (guitarrista secundario)
- Justin Renninger (baterista)